# Kurt von Schleicher
Kurt von Schleicher ( výslovnost; 7. dubna 1882, Brandenburg an der Havel – 30. června 1934, Postupim) byl poslední říšský kancléř Výmarské republiky. Byl jednou z hlavních obětí Noci dlouhých nožů, kdy byla zabita i jeho žena. Adolf Hitler tuto vraždu před veřejností zdůvodňoval tím, že jej Kurt von Schleicher společně s Ernstem Röhmem chtěli svrhnout.
Do armády vstoupil v roce 1900 a už během prvních let se tam spřátelil s pozdějšími významnými německými osobnostmi, Franzem von Papenem a Oskarem von Hindenburgem. Po první světové válce budoval svou vojenskou kariéru v Reichswehru a zároveň se úspěšně zapojil do politiky.